# Conway Springs
Conway Springs es una ciudad ubicada en el de condado de Sumner en el estado estadounidense de Kansas. En el año 2010 tenía una población de 1272 habitantes y una densidad poblacional de 636 personas por km².

## Geografía
Conway Springs se encuentra ubicada en las coordenadas 37°23′22″N 97°38′40″O / 37.38944, -97.64444 (37.389546, -97.644332).

## Demografía
Según la Oficina del Censo en 2000 los ingresos medios por hogar en la localidad eran de $37,566 y los ingresos medios por familia eran $48,000. Los hombres tenían unos ingresos medios de $35,893 frente a los $21,875 para las mujeres. La renta per cápita para la localidad era de $15,470. Alrededor del 4.8% de la población estaban por debajo del umbral de pobreza.